# I cowboy non mollano
I cowboy non mollano è un singolo del cantautore italiano Max Pezzali, il terzo estratto dal suo settimo album Max 20, pubblicato il 10 gennaio 2014.
Il titolo del brano richiama quello dell'autobiografia di Max Pezzali I cowboy non mollano mai - La mia storia, pubblicata il 10 ottobre 2013.  Il brano è contenuto anche in Le canzoni alla radio.

## La canzone
I cowboy della canzone sono una metafora di quella maggioranza silenziosa di persone semplici e oneste che si sacrificano ogni giorno lavorando duramente e che vanno comunque sempre avanti nonostante le tante avversità, anche quando la società mostra evidenti segni di cedimento.
Infatti, spiegando il testo del brano, lo stesso Pezzali ha detto:
Il brano è stato prodotto e mixato da Claudio Guidetti al 33 Studio di Milano.

## Video musicale
Il video realizzato per il brano è stato diretto da Gaetano Morbioli ed è stato girato al parco tematico "Cowboys Guest Ranch" di Voghera, che ripropone fedelmente un grande villaggio del vecchio Far West con diligenze, rodei, cavalli, bisonti, saloon, ballerine, cowboy e cercatori d'oro. I costumi dei personaggi sono stati creati ispirandosi all'abbigliamento tipico dell'epoca. Fra i cowboy c'è anche Max Pezzali, protagonista del video insieme a un bambino in visita al parco tematico.

## Formazione
- Max Pezzali – voce
- Claudio Guidetti – chitarra elettrica, chitarra acustica, ukulele, tastiera, armonica
- Paolo Costa – basso
- Lele Melotti – batteria
- Marco Guarnerio – cori

## Classifiche
| Classifica (2014)         | Posizione massima |
| ------------------------- | ----------------- |
| Italia                    | 61                |
| Italia (airplay)          | 51                |
| Italia (airplay italiane) | 8                 |